# 阿塔帕柳內山
16°46′18″S 69°31′11″W / 16.77167°S 69.51972°W
阿塔帕柳內山（Atapalluni），是秘魯的山峰，位於該國東南部普諾大區，由聖羅薩區和皮薩科馬區負責管轄，屬於安地斯山脈的一部分，海拔高度4,800米。